# 単位テンソル
単位テンソル（たんいテンソル、英：Unit tensor）とは、計量テンソルと同じく、「作用されるベクトルの添字を上げ下げする」という特性をもつテンソルである。

## 定義
単位テンソルとは、任意の4元ベクトルで次のような等式が成り立つ時の{\displaystyle \delta _{i}^{k}}を言う。{\displaystyle \delta _{i}^{k}A^{i}=A^{k}}。成分は、{\displaystyle \delta _{i}^{k}={\begin{Bmatrix}1&i=k\\0&i\neq k\end{Bmatrix}}}。である。そして下付きの添え字、または他方を下げると共変のテンソル、反変のテンソルが出てくるが、それは計量テンソルと呼ぶ。

### 導出方法
任意のテンソルは対称テンソルと反対称テンソルの和に分けることができ、
{\displaystyle T_{ij}={1 \over 2}(T_{ij}+T_{ij})+{1 \over 2}(T_{ij}-T_{ij})}
そして
,{\displaystyle T_{lm}=\alpha _{il}\alpha _{jm}T_{ij}}
の式の{\displaystyle T_{ij}}に{\displaystyle \delta _{ij}}を代入すると、
{\displaystyle T_{lm}=\alpha _{il}\alpha _{jm}\delta _{ij}=\alpha _{il}\alpha _{jm}=\delta _{lm}}である。なのでクロネッカーのデルタはテンソルであるので{\displaystyle \delta _{ij}}はどの直交座標系において単位行列の成分をもつテンソルであり、これを単位テンソルとよぶ。